# 日本とパキスタンの関係

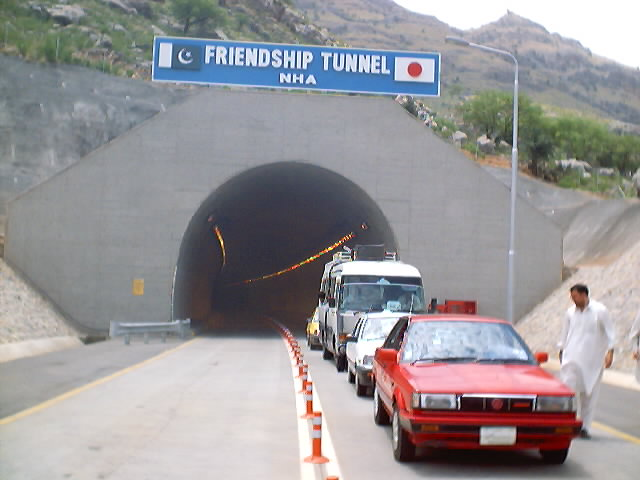
日本とパキスタンの友好を示す看板がコハトトンネルに掲げられている。

本項では、日本とパキスタンの関係（にほんとパキスタンのかんけい、ウルドゥー語: پاک-جاپان تعلقات、英語: Japan–Pakistan relations）について述べる。

## 歴史
日本とパキスタンは1952年4月28日に外交関係を樹立した。以降、日本とパキスタン両国の関係は強い絆で結ばれてきた。年月を経る中で様々な政治局面、経済局面の変化があったものの、日本とパキスタン両国の互恵関係は継続、成長している。
1953年（昭和28年）8月、昭和天皇がパキスタンの独立記念日に、パキスタン総督あてに祝意を伝達。パキスタン側からは親電交換の希望があったが、英国内各連邦との関係上見送られた。
1957年（昭和32年）4月、フサイン・シャヒード・スフラワルディーが国賓として来日した。
1950年代後半まで、日本とパキスタンの関係は本質的には発展途上国同士の関係に類似していた。パキスタンは日本の織物産業で使用される綿の主要供給地であり、綿の主要貿易相手国の1つであった。一方で日本の紡錘はパキスタンの紡績工場建設に役立てられていた。1960年代、日本は近代工業国家として再び急激な成長を見せ、1968年には世界第二の経済大国に躍り出た（その後、2009年まで約40年に渡って2位を維持）。日本は、経済成長に伴ってパキスタンに対しての円借款供与の額を大きくし始めた。日本のパキスタンに対する援助は、ソビエト連邦のアフガニスタン侵攻後2倍にまで増加した。以降、日本はパキスタンの主要経済援助国、主要貿易相手国、外国投資先となってきており、2010年時点で日本はアメリカ合衆国、イギリスにつぐ第三の経済援助国となっている。1965年には友好通商条約が、2002年には投資保護協定が締結された。
東京とイスラマバードは長い年月にわたって誠意ある極めて友好な関係を保っている。日本の経済援助はパキスタンの経済発展や社会インフラの整備に極めて重要な役割を果たしている。日本政府が援助を行なって行われた主要プロジェクトとしては、インダス・ハイウェイプロジェクト、パキスタン諸州の発電所建築プロジェクト、地方道路建設プロジェクトやイスラマバード小児病院建設計画などがあげられる。近年では、JICAによるコハトトンネル建設事業やガジ・バロータ水力発電所建設事業が日本の援助を受けて完成したプロジェクトとして知られている。

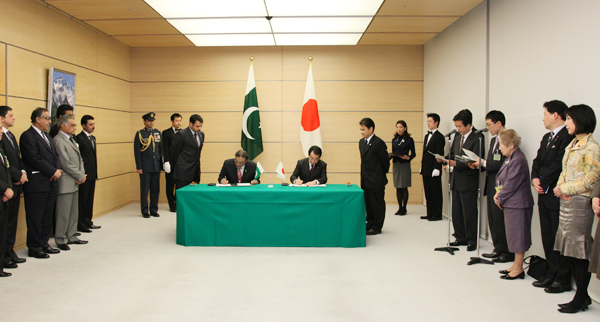
日パキスタン包括的パートナーシップに関する共同声明の署名式（2011年2月22日）

両国間の高官レベルの会談も定期的に行われている。外交関係樹立50周年となった2002年には両国で記念式典が行われ、友好の歴史に重要な1ページとして加わることとなった。2021年時点で日本には1万9149人の在日パキスタン人が居住、2021年時点での在パキスタン日本人は1,027人となっている。

## 文化交流
また、スポーツ面においても、新日本プロレスのパキスタン遠征でアントニオ猪木（ムハンマド・フサイン・イノキ）が地元のプロレスラー、アクラム・ペールワンと対戦するなど両国は交流を続けている。

## 要人往来
1962年1月、皇太子明仁親王（当時。令和時代の上皇）が美智子妃（当時。令和時代の上皇后）を伴ってパキスタンを訪問。日本の皇族ならびに皇太子としては、初めてのパキスタン訪問となった。その後、1973年2月に三笠宮同妃が、1992年11月に秋篠宮および同妃がパキスタンを訪問。尚、在位中の天皇がパキスタンを訪問した例は、これまでにない。

## 外交使節

### 駐日パキスタン特命全権大使

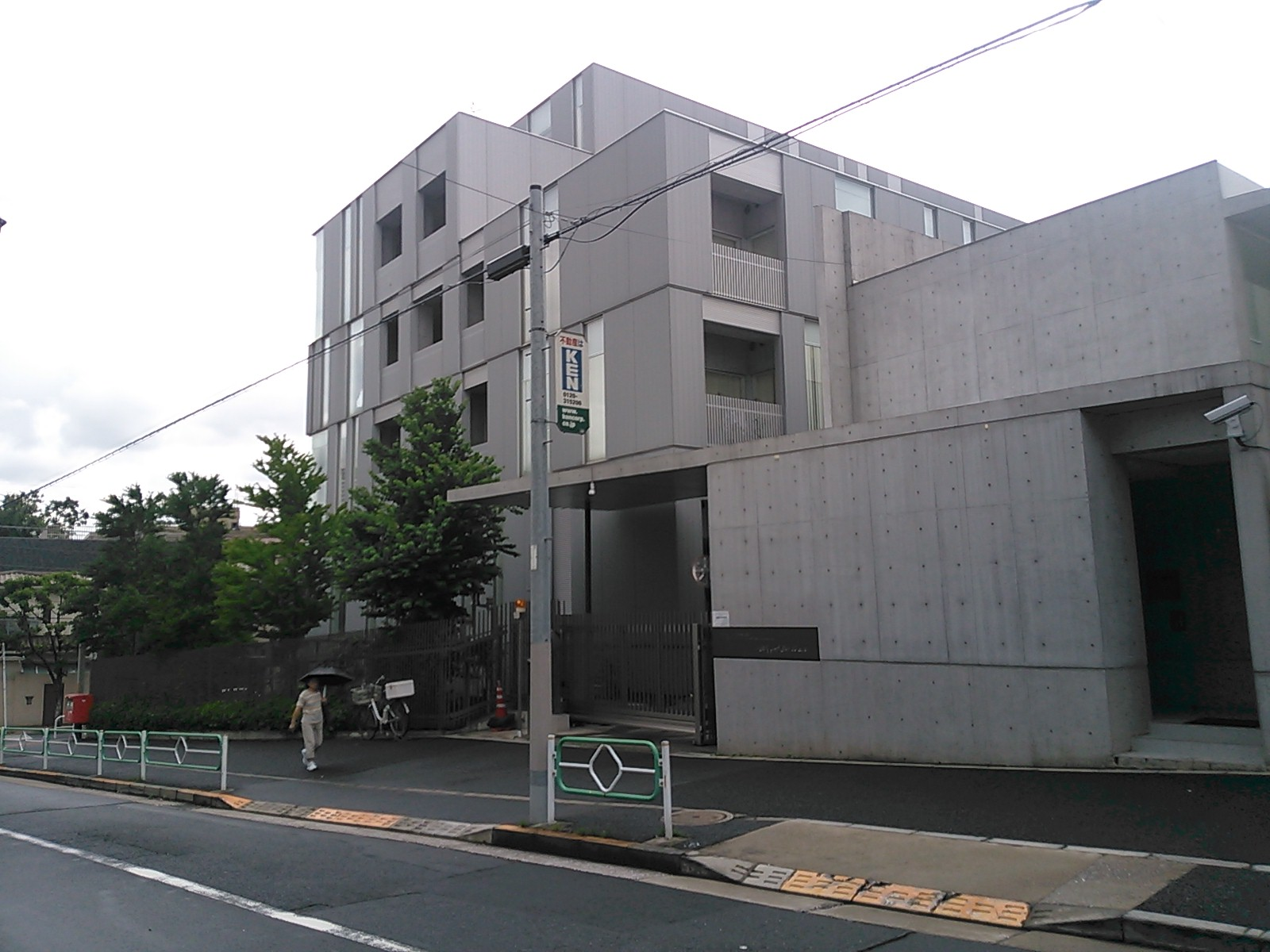
駐日パキスタン大使館の外観

1. ミアン・ジア・ウデュ・ディン（1952～1953年）
2. オマール・ハヤット・マリク（ドイツ語版）（1955～1959年）
3. ムハンマド・アリ（1959～1962年）
4. K・M・サイーク（1962～1966年）
5. サイエド・マクブル・ムーシェド（1966～1970年）
6. サイエド・モタヒール・フサイン（1970～1973年）
7. サルタン・モハメッド・カーン（S・M・カーン、1974～1976年、信任状捧呈は1月31日[12]）
8. ジャムシェド・K・A・マルケル（英語版）（1976～1978年）
9. カマール・ウル・イスラム（1979～1984年）
10. ナジュムル・サキブ・カーン（1985～1988年）
11. マンスール・アフメッド（1988～1993年）
12. ムジャヒド・フセイン（1994～1998年、信任状捧呈は5月24日[13]）
13. トウキール・フセイン（1998～2003年、信任状捧呈は7月15日[14]）
  - （臨時代理大使）モハマド・ワヒードル・ハッサン（2003年）
14. カムラン・ニアズ（2003～2008年、信任状捧呈は4月28日[15]）
  - （臨時代理大使）イムティアズ・アハマド（2008～2009年）
15. ヌール・ムハマド・ジャドマニ（英語版）（2009～2012年、信任状捧呈は3月2日[16]）
16. ファルーク・アーミル（2012～2017年、信任状捧呈は2013年2月15日[17]）
  - （臨時代理大使）ミルザ・サルマン・バーバル・ベグ（2017年）
17. アサド・マジード・カーン（2017～2018年、信任状捧呈は8月17日[18]）
  - （臨時代理大使）アリ・アンサー・ザイディ（2018～2019年）
18. イムティアズ・アハマド（臨時代理大使と同一人物、2019～2022年、信任状捧呈は9月5日[19]）
  - （臨時代理大使）イスマット・ハサン・シアル（2022～2023年）
19. ラザー・バシール・ターラル（2023年～、信任状捧呈は3月8日[20]）